# Phaonia zinovjevi
Phaonia zinovjevi este o specie de muște din genul Phaonia, familia Muscidae, descrisă de Malianov în anul 1993.
Este endemică în Kazakhstan. Conform Catalogue of Life specia Phaonia zinovjevi nu are subspecii cunoscute.